# Citharichthys sordidus
Citharichthys sordidus es una especie de pez del género Citharichthys, familia Paralichthyidae. Fue descrita científicamente por Girard en 1854.
Se distribuye por el Pacífico Oriental: costa del mar de Bering en Alaska hasta Cabo San Lucas, sur de Baja California, México. La longitud total (TL) es de 41 centímetros. Habita en fondos de arena. Puede alcanzar los 549 metros de profundidad.
Está clasificada como una especie marina inofensiva para el ser humano.